# Целестин III
Целестин III (лат. Caelestinus; бл. 1106, Рим, Священна Римська імперія — 8 січня 1198, Рим, Священна Римська імперія) — сто сімдесят четвертий папа Римський (30 березня 1191—8 січня 1198), римлянин, походив із благородної сім'ї Бобоне (відгалуження сім'ї Орсіні). На час обрання був кардиналом-дияконом церкви Санта Марія ін Космедін.
У квітні 1196 року коронував імператором Священної Римської імперії Генріха VI. Пізніше відлучив від церкви того ж Генріха VI за незаконне взяття у полон короля Англії Річарда I. У 1192 році затвердив статут Лицарів Тевтонського Ордену. 
Перед смертю хотів зректися престолу та рекомендувати свого наступника, проте кардинали не дозволили йому це зробити. Похований у Латеранській базиліці.